# La novata
La novata (帰ってきちゃった Kaettekichatta?) es una serie de televisión dramática japonesa transmitida en 1993 por la estatal NHK como parte de su espacio Drama shinginga. Fue protagonizada por Noriko Sakai, quien interpretaba a Kaori Murata, una periodista recién llegada a la corresponsalía de un periódico en la ciudad de Niigata. 
La serie fue emitida en Perú por TNP a mediados de los años 1990.